# Triebacythere
Triebacythere is een geslacht van uitgestorven kreeftachtigen uit de klasse van de Ostracoda (mosselkreeftjes).

## Soorten
- Triebacythere ampelsbachensis Kozur & Oravecz-scheffer, 1972 †
- Triebacythere hartmanni (Kozur, 1968) Gruendel & Kozur, 1972 †
- Triebacythere mesodevonica Zbikowska, 1983 †